# Marco Popilio Lenas (cónsul 316 a. C.)
Marco Popilio Lenas o Lenate  fue un político romano del siglo IV a. C. miembro de los Popilios Lenates, una familia de la gens Popilia. Fue hijo del consular Marco Popilio Lenas. Obtuvo el consulado en el año 316 a. C.